# Punta Voluntario
Punta Voluntario (en inglés: Volunteer Point) es un asentamiento en el noroeste de la isla Soledad del archipiélago de las Malvinas, que según la Organización de las Naciones Unidas (ONU), está en litigio de soberanía entre el Reino Unido, quien la administra como parte del territorio británico de ultramar de las Malvinas, y la Argentina, quien reclama su devolución, y la integra en el departamento Islas del Atlántico Sur de la provincia de Tierra del Fuego, Antártida e Islas del Atlántico Sur.

## Ubicación
Esta punta está al norte de Puerto Argentino, y al este del Puerto Johnson y la Bahía de la Anunciación. Es el final de una estrecha península, que cierra por el norte a la Laguna Voluntario. Punta Voluntario es uno de los puntos más orientales de las islas, junto al cabo San Felipe.
El islote al este de este accidente geográfico es uno de los puntos que determinan las líneas de base de la República Argentina, a partir de las cuales se miden los espacios marítimos que rodean al archipiélago.

## Historia
Durante la guerra de las Malvinas, los comandantes argentinos lo consideraban un posible punto de desembarco británico, por estar lejos de las bases aéreas argentinas continentales (por ejemplo Río Grande y Comodoro Rivadavia), y los que estaban en la isla Borbón. También era un punto de apoyo estratégico para cualquier británico obligado a querer retomar Puerto Argentino. Sin embargo, en el evento, los desembarcos británicos tuvieron lugar en la bahía San Carlos en el oeste de la Isla Soledad, en el Estrecho de San Carlos.

## Fauna

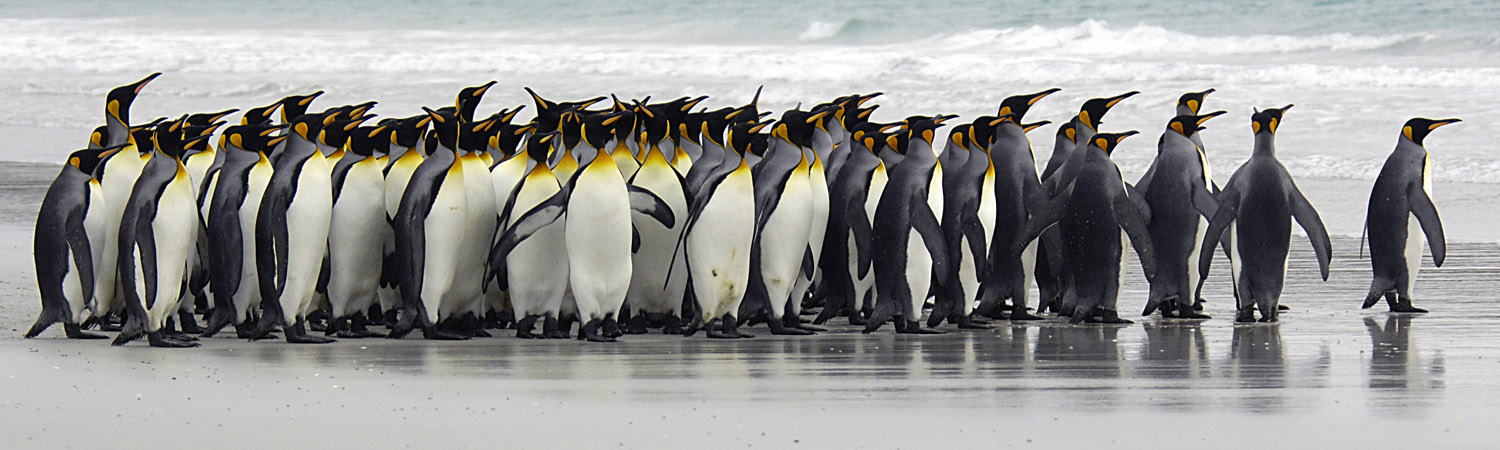
Aptenodytes patagonicus -conocidos como pingüinos rey

Punta Voluntario ha sido identificada por BirdLife International como un Área importante para la conservación de las aves (AICA). Las aves para el que el sitio es de importancia para la conservación incluyen Pato vapor malvinero, cauquén colorado, pingüino papúa, pingüinos de Magallanes y yal cejiblanco.
El asentamiento también se destaca por tener unos 150 pares de pingüino rey se crían aquí, en la parte más septentrional de su área de distribución. Los pingüinos Rey están casi extintos en las Malvinas, y punta Voluntarios contiene la mayor parte de la población de esta especie en las islas. También hay elefantes marinos del sur.